# 콜린시엘롭시스 엑스판사
콜린시엘롭시스 엑스판사(Collinsiellopsis expansa)는 갈파래강 초록실말목에 속하는 녹조류의 일종이다. 콜린시엘라과(Collinsiellaceae)와 콜린시엘롭시스속(Collinsiellopsis)의 유일종이다.